# Oryxa melichari
Oryxa melichari är en insektsart som beskrevs av George Willis Kirkaldy 1913. Oryxa melichari ingår i släktet Oryxa och familjen Flatidae. Inga underarter finns listade i Catalogue of Life.